# Formulation
Formulation (auch: Formulierung; englisch formulation) ist ein Begriff aus der linguistischen Gesprächsanalyse. Es handelt sich dabei um beschreibende/deskriptive Äußerungen, mit denen sich ein Sprecher auf den vorhergehenden Beitrag eines Gesprächspartners bezieht, ihn in mehr oder weniger abgewandelter Form oder auch interpretierend aufgreift und dem Gesprächspartner die Möglichkeit gibt, zu bestätigen, dass er richtig verstanden wurde, oder auch, dem zu widersprechen. Formulationen haben also in der sprachlichen Interaktion eine verständnissichernde Funktion.